# Ripakkojärvi (Gällivare socken, Lappland, 742250-172889)
Ripakkojärvi är en sjö i Gällivare kommun i Lappland och ingår i Råneälvens huvudavrinningsområde. Sjön har en area på 0,944 kvadratkilometer och ligger 340 meter över havet.

## Delavrinningsområde
Ripakkojärvi ingår i det delavrinningsområde (742385-172632) som SMHI kallar för Mynnar i Venetjoki. Medelhöjden är 350 meter över havet och ytan är 30,73 kvadratkilometer. Räknas de 2 avrinningsområdena uppströms in blir den ackumulerade arean 114,37 kvadratkilometer. Saimujoki som avvattnar avrinningsområdet har biflödesordning 3, vilket innebär att vattnet flödar genom totalt 3 vattendrag innan det når havet efter 169 kilometer. Avrinningsområdet består mestadels av skog (53 procent) och sankmarker (41 procent). Avrinningsområdet har 1,05 kvadratkilometer vattenytor vilket ger det en sjöprocent på 3,4 procent.